# Gennade II Scholarios
Gennadios II (en grec : Γεννάδιος Β’), nom sous lequel il est connu comme patriarche, né Georgios Kourtesios Scholarios (en grec : Γεώργιος Κουρτέσιος Σχολάριος) vers 1400 et mort vers 1473, est patriarche œcuménique de Constantinople de 1454 à 1456 et, probablement, de 1462 à 1463, ainsi que de 1464 à 1465. Auteur prolifique, philosophe et théologien, il est l’un des derniers grands intellectuels byzantins et un ardent défenseur de la philosophie aristotélicienne dans l’Église d’Orient. Partisan de l’union des Églises d’Orient et d’Occident avant le concile de Florence, il adopta la position inverse à son retour et défendit ardemment la doctrine de l'Eglise grecque par la suite.

## Biographie

### Les premières années
Probablement né à Constantinople vers 1400, il eut comme premier professeur Manuel-Marc Eugenikos, mieux connu sous le nom de Marc d’Éphèse, lequel lui aurait recommandé de suivre les cours de Gémiste Pléthon à Mistra vers 1428. Il enseigna d’abord la logique et la physique à Constantinople avant de devenir didaskalos (sénateur) et d’entrer au service de l’empereur Jean VIII Paléologue (emp. 1425-1448) à titre de krites katholikos (conseiller théologique).
Afin de se préparer au concile de Ferrare/Florence où il conduisait la délégation byzantine, l’empereur se mit à l’étude des œuvres de Nil Cabasilas avec Marc d’Éphèse et Scholarios. Les trois hommes étudièrent les œuvres de Jean Duns Scot (vers 1266-1308), qui bien qu'acceptant le Filioque, utilisait des arguments différents de ceux de saint Thomas d'Aquin.

### Le concile de Ferrare/Florence
Scholarios atteint la notoriété en accompagnant Jean VIII à titre de « juge civil à la cour » au concile de Ferrare qui devait se transporter par la suite à Florence (1438-1439). Le but de ce concile était d’effectuer la réunification des Églises d’Orient et d’Occident, objectif que Scholarios partageait à cette époque. Il y prononça quatre discours, chacun sur un ton extrêmement conciliant.
Au même concile était également présent Gémiste Pléthon, célèbre platonicien et ennemi le plus acharné de l’aristotélisme dominant, donc opposé à Scholarios. Les deux s’affrontèrent tant en matière ecclésiale qu’en philosophie. Pléthon prônait un retour partiel au paganisme grec sous forme d’une union syncrétique entre le christianisme et le zoroastrisme, alors que Scholarios préconisait l’union des Églises de Rome et de Constantinople et s’était employé à rédiger un texte qui, par son ambiguïté et ses formules vagues, serait acceptable par les deux parties. Scholarios était en position de faiblesse puisque, étant laïc, il ne pouvait prendre une part directe dans les débats,.

### L’après-concile
Même s’il avait appuyé l’idée de l’Union (et s’il avait admonesté les évêques orthodoxes pour leur manque de préparation théologique), Scholarios changea d’avis dès son retour à Constantinople et se rangea à l’opinion de la plupart de ses compatriotes. Scholarios quitta toutefois le concile tôt et ne signa pas le décret d’Union (horos).
C’est à peu près à ce moment (1444) que Scholarios commença à attirer l’attention sur l’hétérodoxie potentielle de la « distinction de raison » établie par Thomas d’Aquin entre les attributs (c.a.d. les énergies) et l’essence de Dieu. Dans un premier temps, comme le montre l’édition complète de ses œuvres établie par Jugie (voir bibliographie), Scholarios interrompt les chapitres 94 à 96 du discours « sur l’être et l’essence » de Thomas d’Aquin et remplace l’explication thomiste par celle de Scott de façon à s’harmoniser davantage avec Palamas. Toutefois, il évite de condamner complètement la doctrine thomiste en notant que des érudits subséquents comme Hervaeus Natalis ont interprété Thomas d’Aquin sous une lumière plus orthodoxe. Avec ce texte, Scholarios prend de plus en plus ses distances avec Thomas d’Aquin qu’il dénonça de façon véhémente dans ses œuvres subséquentes (par exemple, dans ses traités sur le Saint-Esprit et dans la préface de la Somme théologique en grec [voir édition Jugie]). Il écrivit par la suite de nombreux ouvrages dans lesquels il défendit ses nouvelles convictions qui différaient tellement des anciennes qu’Allatius pensa qu’il devait y avoir deux personnes du même nom.
Après la mort de Jean VIII en 1448, Scholarios, sentant faiblir sa position à la cour, quitta ses fonctions pour entrer au monastère du Pantocrator de Constantinople et changea son nom pour celui de « Gennadios ». Dès avant la chute de la cité, il était connu comme un opposant acharné de l’Union, lui et Marc d'Éphèse étant les leaders du parti anti-latin. Il promit du reste à Marc d’Éphèse agonisant de poursuivre la lutte contre l’Union,. Lorsque celle-ci fut proclamée le 12 décembre 1452, le peuple, sous la conduite des moines et du bas-clergé violemment anti-latin, se rendit au monastère où Scholarios fit remettre un texte écrit déplorant la disgrâce où était tombée la foi ancestrale et traçant un tableau sinistre du jugement divin,.

### La période ottomane
Gennadios Scholarios fut fait prisonnier lors de la prise de Constantinople par les Ottomans. Trois jours plus tard, le sultan ottoman Mehmed II, qui voulait s’assurer la loyauté de la population grecque et éviter qu’elle ne cherche à susciter une nouvelle croisade, le nomma patriarche en raison de ses positions hostiles à l'Union des églises. Le 1er juin 1453, il fut reçu par le sultan qui, reprenant la tradition byzantine, l’investit lui-même des signes de ses fonctions : la crosse (dikanikion) et le manteau, cérémonie répétée par tous les sultans par la suite. Il fut consacré patriarche quelques mois plus tard par le métropolite d’Héraclée du Pont, probablement le 6 janvier 1454,,. Sainte-Sophie ayant été transformée en mosquée, il installa le patriarcat à l’église des Saints-Apôtres. Mais en raison de son délabrement, Mehmed la fit démolir et le patriarcat s’établit pour plus d’un siècle au monastère-église de Pammakaristos. Les Ottomans avaient divisé leur empire en millets ou nations-sujettes. Le millet grec prit le nom de Millet-i Rûm et le patriarche en fut nommé leader officiel ou ethnarque, Gennade étant le premier titulaire de cette charge.
Pendant qu’il occupait ce poste, Gennadios rédigea, apparemment à l’usage de Mehmed, une Confession ou exposé de la foi chrétienne qui fut traduite en turc,. Toutefois, il n’était pas heureux dans cette charge et se démit de ses fonctions le 6 janvier 1456. On attribue généralement cette démission à son désappointement de la façon dont les chrétiens étaient traités, non par le sultan qui entretint d’excellentes relations avec le patriarche, mais par les fonctionnaires ottomans qui considéraient les Grecs comme des sujets de seconde classe.
Il devait néanmoins reprendre ses fonctions à deux reprises après le règne troublé de son successeur, Isidore II. Il n’y a pas consensus sur les dates de ses deux retours. Selon Kiminas, il serait revenu une première fois d’avril 1463 à juin 1463 et d’août 1464 à l’automne 1465 ; ce sont à peu près les dates proposées par Venance Grumel. Selon Vitalien Laurent, qui s’appuie sur une source inédite, son deuxième patriarcat aurait débuté après celui de Joasaph Ier, de fin avril à mai 1463, et son troisième après celui de Sophrone Ier, d’août 1464 à la fin de l’été 1465. Blanchet pour sa part nie que de tels retours aient eu lieu.
Il se retira par la suite au monastère Saint-Jean-Baptiste près de Serrae en Macédoine où il s’adonna à l’écriture jusqu’à sa mort.

## L’œuvre

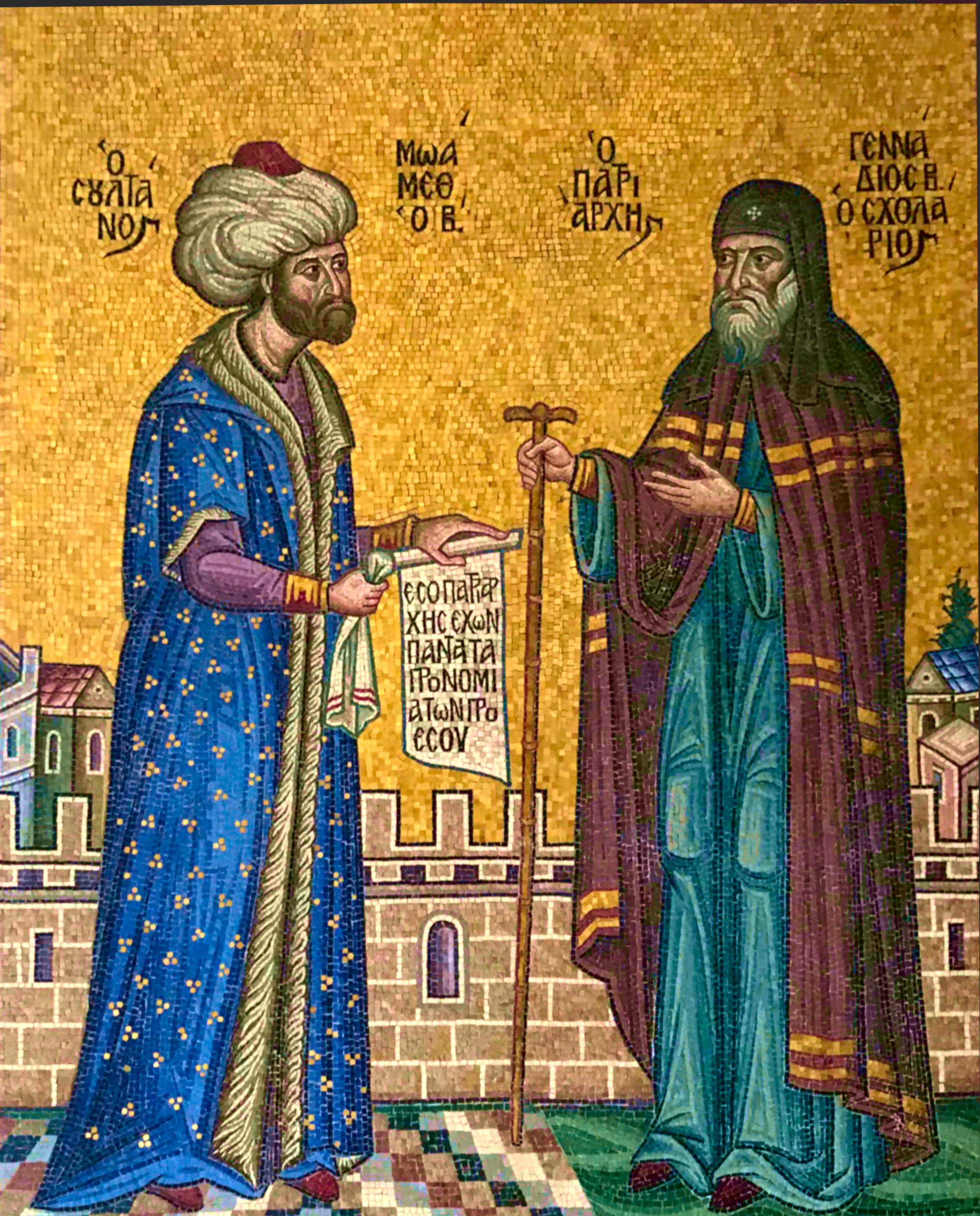
Mosaïque moderne représentant Mehmed II et Gennade II.

Gennadios tient une place importante dans la littérature byzantine. Il fut le dernier représentant de la vieille école des auteurs polémistes et l’un des plus brillants. Contrairement à la plupart de ses collègues d’Orient, il avait une connaissance approfondie de la littérature théologique occidentale, spécialement de Thomas d’Aquin et des scholastiques. Avec Marc d'Éphèse, mais en plus érudit, il s’opposa avec adresse à la théologie catholique romaine.
Il a défendu la philosophie aristotélicienne contre les néoplatoniciens menés par Pléthon et a pris part à toutes les polémiques importantes de son siècle. Ceci lui valut d’être appelé par un universitaire grec « le dernier des Byzantins et le premier des Hellènes ». Ses écrits montrent ses connaissances non seulement de la philosophie latine, mais également juive et musulmane. Dans la controverse entourant l’hésychasme, il attaqua Barlaam et soutint les moines, alors que les Barlaamites se rangeaient du côté latinophile.
Un peu plus d’une centaine de ses écrits subsistent, certains seulement sous forme de manuscrits, alors que d’autres sont d’une authenticité douteuse. Ses écrits peuvent être classés comme :
- philosophiques (interprétation d’Aristote, de Porphyre et autres ; traductions de Petrus Hispanus et de Thomas d’Aquin (défense de l’aristotélisme contre le néoplatonisme) ;
- théologiques et ecclésiastiques (en partie concernant la réunion des deux Églises, en partie pour la défense du christianisme contre les musulmans, les juifs et les païens) ;
- nombre d’homélies, d’hymnes et de lettres ;
- traductions de Thomas d’Aquin (malgré son opposition à l’Union des Églises), de Gilbert de la Porrée et de Petrus Hispanus).

### Première période (en faveur de l’Union)
Les principales œuvres de cette période sont des discours faits pendant le concile de Florence, de même que de nombreuses lettres à différents amis, à des évêques et à des personnages de l’État dont certaines sont encore inédites. L’authenticité de l’Apologie pour cinq chapitres du concile de Florence est mise en doute,. L’Histoire du concile de Florence, manuscrit qui porte son nom, est en fait identique à l’ouvrage du même titre de Syropulos.

### Deuxième période (contre l’Union)
Nombre d’ouvrages polémiques contre les Latins furent publiés durant cette période : deux livres sur la Procession du Saint-Esprit, un Contre l’insertion du Filioque dans le Credo, deux livres et une lettre sur Le Purgatoire, différents sermons et discours, un Panégyrique de Marc d’Éphèse (1447), etc. Diverses traductions des œuvres de Thomas d’Aquin et différents traités polémiques contre sa théologie sont encore inédits, de même que ses travaux contre les Barlaamites. Existent également divers traités philosophiques dont le principal est la Défense d’Aristote (Antilepseis hyper Aristotelous), dirigé contre le néoplatonicien Gémiste Pléthon.
L’ouvrage le plus important demeure cependant sa Confession (sous-entendu : de foi) ou Ekthesis tes pisteos ton orthodoxon christianon, généralement connu sous le titre de Homologia tou Gennadiou, adressée à Mehmed II. Elle contient vingt articles dont seuls les douze premiers sont authentiques. Rédigée en grec, elle fut traduite en turc par le kadi de Berrhoea, Achmed, puis fit l’objet de diverses rééditions en latin et en grec. Cette Confession met en évidence la philosophie quasi-platonicienne de Gennadios. Pour éviter les susceptibilités de ses interlocuteurs musulmans, il évite le mot Prosopa pour expliquer la Trinité, parlant plutôt de trois Personnes (idiomata) « que nous appelons hypostases ».
De sa démission à sa mort (1459-1468), il continua à écrire sur des sujets théologiques et polémiques. Sa lettre encyclique à tous les chrétiens, intitulée Défense de ma démission, est encore inédite, comme le sont le Dialogue avec deux Turcs sur la divinité du Christ et l’Adoration de Dieu, le Dialogue entre un chrétien et un juif et une collection de Prophéties au sujet du Christ, réunies à partir de l’Ancien Testament. Un traité De notre Dieu, un en trois, contre les athées et les polythéistes se trouve dans la Patrologia Graeca, CLX. Enfin, de nombreuses homélies, la plupart d’entre elles manuscrites, existent au Mont Athos.

## Édition
- Georges (Gennadios) Scholarios, Martin Jugie (directeur), Louis Petit (directeur) et X. A. Siderides (directeur), Œuvres complètes, Paris, Maison de la Bonne Presse, 1928-1936.